# Fyre (film)
Fyre: The Greatest Party That Never Happened is een documentaire over Billy McFarland en het mislukte Fyre Festival in 2017. De documentaire werd geregisseerd door Chris Smith en kwam uit op Netflix op 18 januari 2019.

## Ontvangst
De documentaire is hoofdzakelijk positief ontvangen. Op Rotten Tomatoes beoordeelt 88% van de 67 recensenten de documentaire positief, met een gemiddelde score van 7,7/10. Website Metacritic komt tot een score van 76/100, gebaseerd op 25 recensies. De Volkskrant schreef: "De film laat zich, behalve als een klassiek oplichtersverhaal, kijken als een waarschuwing voor de misleidende kracht van sociale media." NRC gaf de documentaire 4 sterren.